# 勝福寺 (喜多方市)
勝福寺（しょうふくじ）は、福島県喜多方市にある真言宗豊山派の寺院。山号は松島山（しょうとうさん）、本尊は十一面観音。
会津三十三観音第六番札所・勝観音（すぐれかんのん）として知られるが、『新編会津風土記』には「會津三十三観音順禮の一なり」という記述は無く、近世以降に札所として認められたと推測される。

## 歴史
創建年代は平安時代と伝えるが、詳細は不明である。伝承によれば、中将政保の娘・勝の前が京都から松島へ行く途中、この地で病死した。後に中将がその足跡を尋ねてこの地を訪れ、死を聞いて悲しみ多くの堂社と観音堂を建立した。勝の前が所持していた観音の小像を新たに作った像の眉間に嵌め、観音堂に3体の像を安置した。享禄2年（1529年）に火災に遭い、永禄元年（1558年）に領主・蘆名盛興が再建を開始し、元禄元年（1688年）に完成したのが現観音堂となる。その後再び頽廃し、寛文5年（1665年）に再興した。山号は松島山、寺号を別当勝福寺といい、真言宗、会津若松市内の彌勒寺の末寺となる。かつてこの寺に属する堂社は多かったが尽く頽破し、新編会津風土記編纂時期、享和3年（1803年）から文化6年（1809年）には観音堂と仁王門、宗像神社しか残っていなかった。
勝の前の逸話にちなみ、地名を勝村と改め、その後下勝村に対して上の字を加え上勝村となった。

## 文化財[4][6]

### 重要文化財（国指定）
- 勝福寺観音堂 - 解説は後出

### 福島県指定重要文化財

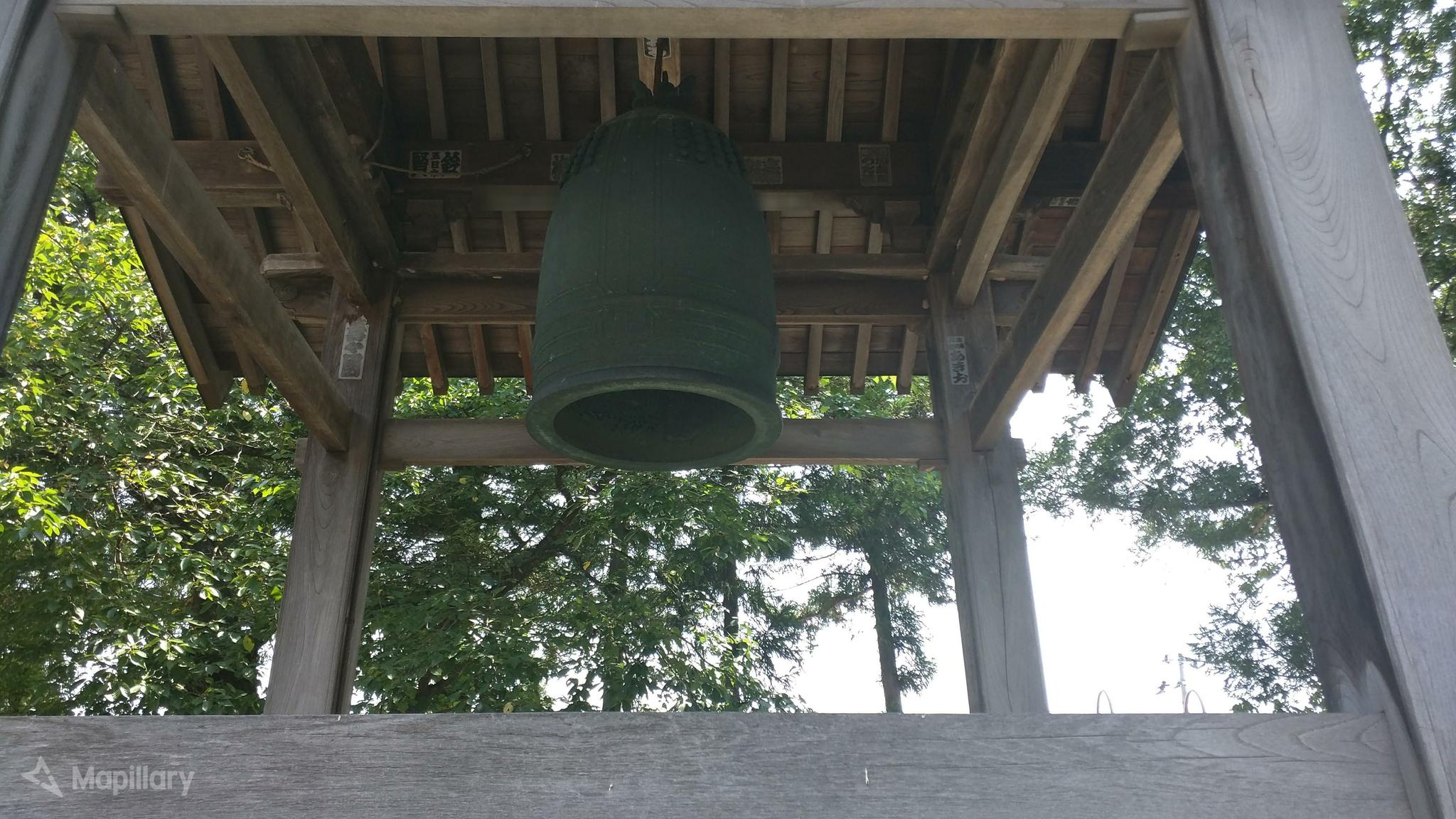
勝福寺鐘楼

- 木造不動明王立像 像高146cm 寄木造りの彩色された立像である。体内には「右奉造立不動明王並毘沙門天王、形像造立采絵用途二十貫也、弘安二（1279）年己卯四月一日、右造立勧進僧隆尊並檀那比丘尼 教阿弥陀仏僧永慶」の墨書銘がある。昭和28年（1953年）10月1日に県の重要文化財に指定。
- 木造毘沙門天立像 像高155cm 寄木造りの立像である。体内には「右奉造立不動並毘沙門天王、木造采絵用途二十貫也、弘安二（1279）年己卯三月二十九日、右造立勧進僧隆尊並檀那明尊、教阿弥陀仏仏師永慶長寂長信の墨書銘がある。昭和30年（1955年）12月27日に県の重要文化財に指定。
- 銅鐘

勝福寺観音堂の東側に建っている鐘楼にかけられている鐘は、高さ118cm、口径65cmの小型の鐘で、蘆名盛興とその父・蘆名盛氏の寄進である。銘の切り手は、会津の刀工として名高い古川兼定である。新編会津風土記によれば銘に「奉鋳鐘一口、奥州会津耶麻郡勝村、勝福寺別当満勝院、本願観行坊慶算当寺、大旦那平盛興並隠居盛氏、鋳師大工早山主殿助並小工太郎左衛門、銘帳切手兼定、諸行無常、是生滅法、生滅々己、寂滅為楽、並諸旦那等現世安穏後生、善所無疑者也、永禄七(1564)年甲子季夏日」とある。現在は解読不能。昭和30年（1955年）12月27日に県の重要文化財に指定。

### その他
- 十一面観音菩薩像（本尊） 像高216.6cm

## 建造物

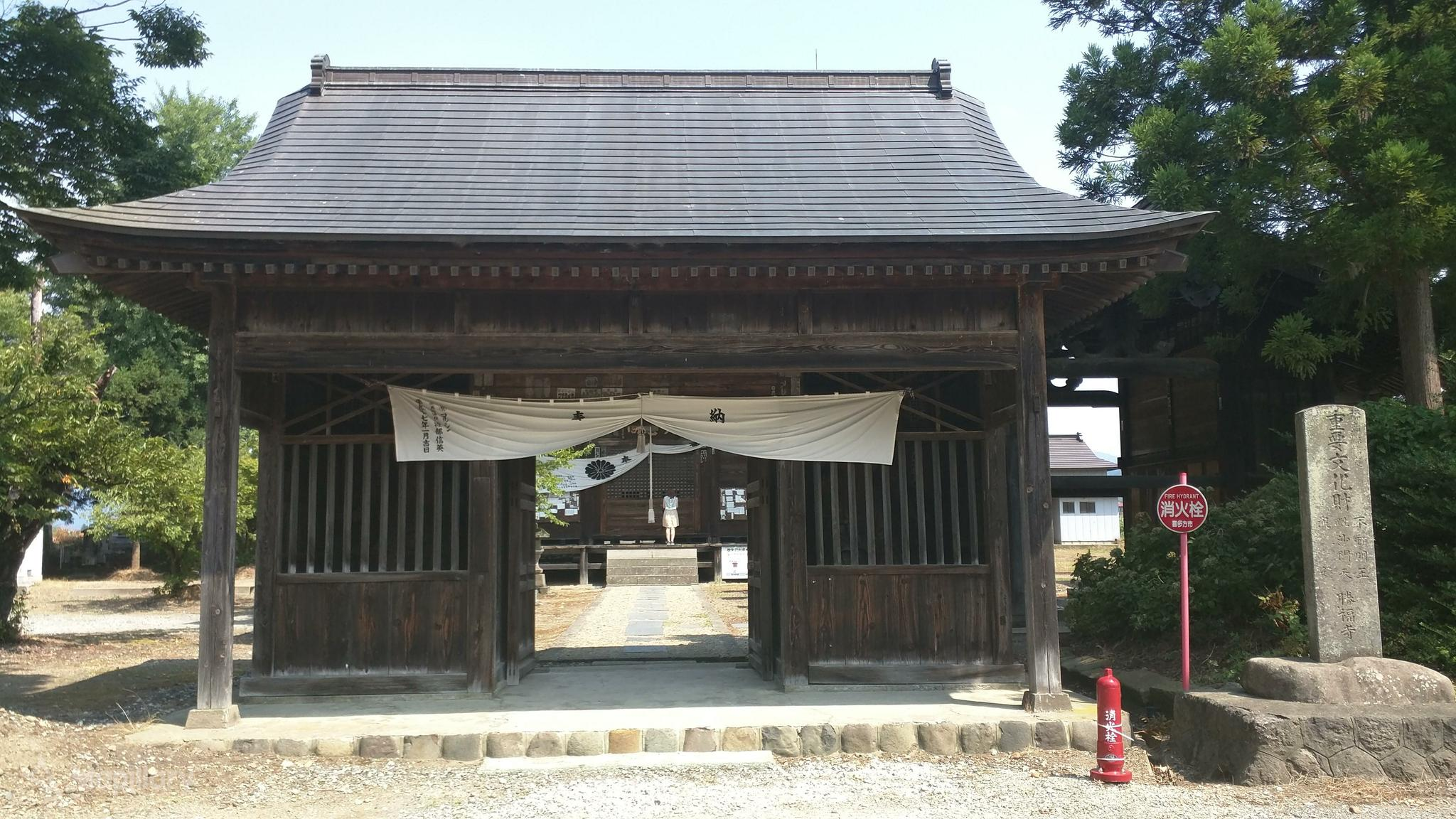
勝福寺仁王門

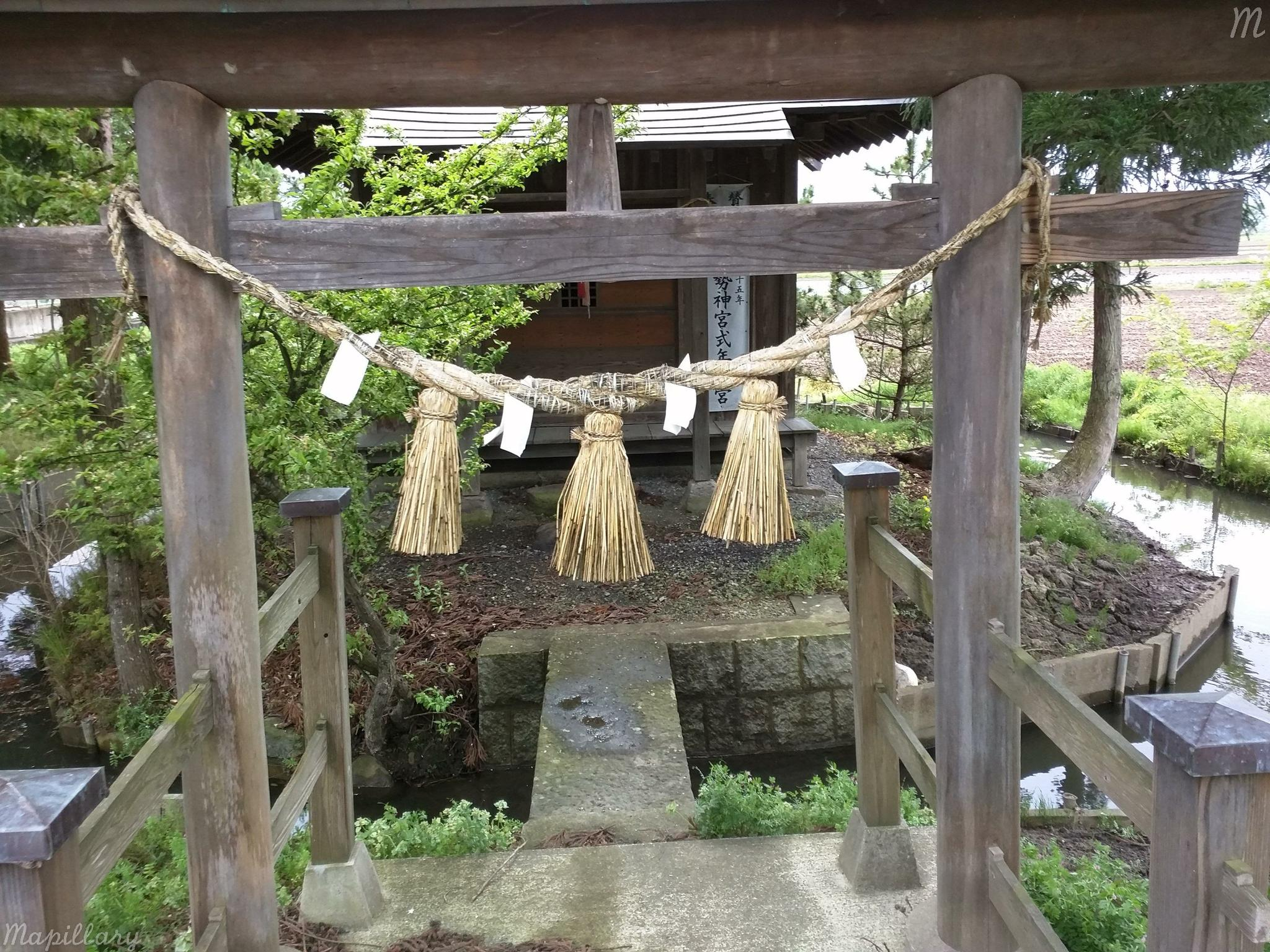
松島山勝福寺管理 宗像神社

- 勝福寺観音堂 - 屋根茅葺。昭和57年（1982年）に国の重要文化財に指定された。室町後期、永禄元年（1558年）の建立。奥行の深い三間堂で比較的規模が大きく、木割が太い。会津地方には禅宗様の手法を混じえた中世の三間堂が多く残されているが、この堂は和様の要素が多い上に、内陣を縦長の二間にするなど、独特の平面をもっており、中世末のこの地方の建築界の多様性を示す遺構として価値がある[7]。観音堂の歴史年表は次の通り。
  - 享禄2年（1529年） - 火災に遭う。
  - 永禄元年（1558年） - 現観音堂完成。
  - 永禄以降（1558年～） - 来迎壁を取り払い背後に張り出して仏壇を設け、東側に出入り口を新たに設ける等の改修が行われる。
  - 寛文5年（1665年） - 側廻りの板壁が失われて吹放しの状態となっていたところを修復し、正面を扉構え、両脇間連子窓とするなど、大規模な修理が行われる。
  - 享保5年から8年（1720年～1723年） - 小屋組全て解体し、化粧隅木を3本取り替えて組み直す。
  - 享保12（1727年） - 厨子を新造する。
  - 元文元年（1736年） - 屋根葺替修理が行われる。
  - 寛保2年（1742年）～延享3年（1746年） - 向拝を造る。
  - 明和5年（1768年） - 屋根葺替修理が行われる。
  - 昭和3年（1928年） - 屋根葺替修理が行われる。
  - 昭和43年（1968年） - 屋根葺替修理が行われる。
  - 昭和44年（1969年） - 正面浅唐戸と背面・側面戸口の板戸が新調された。
  - 昭和57（1983年） - 国の重要文化財に指定される。
  - 昭和59年（1984年）～昭和61年（1986年） - 解体修理が行われ、それに伴う調査によって再建当初の姿とその後の変遷が概ね明らかとなったので、仏壇を現状のままとするほかは、当初の姿に復旧整備された。
- 仁王門

正面五間、側面二間、左右に金剛力士像を安置すある。像高はともに8尺、制作年代は不明。
- 宗像神社

創建年は定かではない。勝の前を尋ね来た中将政保の勧請といわれている。鳥居有り。勝福寺により管理されている。

## 祭礼
- 7月17日

## 御詠歌
陽照るとも 山の氷は よもとけじ 里に時雨の あらんかぎりは（ひてるとも やまのこおりは よもとけじ さとにしぐれの あらんかぎりは）
御詠歌の時雨（しぐれ）は、会津弁で「スグレ」という。

## アクセス
公共交通機関
喜多方駅または会津若松駅を基点とした会津バスを利用すると良い
- 会津バス 喜多方 ⇒ 熊倉 ⇒ 若松（2016/4/1ダイヤ改正） 「上勝前」下車 徒歩5分

車での参拝
勝福寺仁王門西側に2～3台の車が停車可能な駐車場有り。喜多方駅方面から県道337号線を熊倉方面に向かって進む。喜多方市立関柴小学校を目標にし、途中左手に勝福寺が見える。
- 会津縦貫道路 喜多方IC ⇒ 国道１２１号線を米沢方面へ ⇒ 県道337号線に右折 ⇒ 松島山勝福寺 勝観音(5分)

## 周辺
付近の会津三十三観音札所
- 熊倉観音 - 会津三十三観音第七番札所[8]
- 熱塩観音 - 会津三十三観音第五番札所
- 高吉観音 - 会津三十三観音第四番札所